# Cardionema kurtzii
Cardionema kurtzii är en nejlikväxtart som beskrevs av R. Subils. Cardionema kurtzii ingår i släktet Cardionema och familjen nejlikväxter. Inga underarter finns listade i Catalogue of Life.